# Persone di nome Jérôme
| Questa pagina contiene informazioni ricavate automaticamente dalle voci biografiche con l'ausilio del template Bio e di un bot. L'aggiornamento è periodico e automatico e ricostruisce completamente la pagina. Se manca una persona in questa lista, sei pregato di non aggiungerla, ma accertati piuttosto che la sua voce biografica contenga il template Bio e che i dati anagrafici siano correttamente compilati. Se il template Bio manca, inseriscilo tu stesso o, in alternativa, metti l'avviso {{tmp\|Bio}} che ne segnala la mancanza. Se i dati riportati sono sbagliati, correggi direttamente la voce biografica; le modifiche saranno visibili in questa lista entro pochi giorni. Per chiarimenti vedi il progetto antroponimi. La lista contiene solo le 92 persone che sono citate nell'enciclopedia e per le quali è stato implementato correttamente il template Bio. Pagina aggiornata al 23 feb 2025. |

Questa è una lista di persone presenti nell'enciclopedia che hanno il nome Jérôme, suddivise per attività principale.

## Abati(2)
- Jérôme Richard, abate francese (Digione, n. 1720)
- Jérôme Souchier, abate e cardinale francese (Alvernia, n. 1508 - Roma, † 1571)

## Allenatori di calcio(3)
- Jérôme Arpinon, allenatore di calcio francese (Nîmes, n. 1978)
- Jérôme Foulon, allenatore di calcio e ex calciatore francese (Raillencourt-Sainte-Olle, n. 1971)
- Jérôme Thiesson, allenatore di calcio e ex calciatore svizzero (n. 1987)

## Allenatori di pallamano(1)
- Jérôme Fernandez, allenatore di pallamano e ex pallamanista francese (Cenon, n. 1977)

## Allenatori di tennis(1)
- Jérôme Haehnel, allenatore di tennis e ex tennista francese (Mulhouse, n. 1980)

## Arbitri di calcio(2)
- Jérôme Brisard, arbitro di calcio francese (Châteaubriant, n. 1986)
- Jérôme Damon, ex arbitro di calcio sudafricano (Città del Capo, n. 1972)

## Arcieri(1)
- Jérôme de Mayer, arciere belga (n. 1875 - † 1958)

## Arcivescovi cattolici(1)
- Jérôme Beau, arcivescovo cattolico francese (Parigi, n. 1957)

## Arrampicatori(1)
- Jérôme Meyer, arrampicatore francese (Lons-le-Saunier, n. 1979)

## Astisti(1)
- Jérôme Clavier, astista francese (Chambray-lès-Tours, n. 1983)

## Astronomi(1)
- Jérôme Eugène Coggia, astronomo francese (Ajaccio, n. 1849 - † 1919)

## Attori(3)
- Jérôme Pradon, attore e cantante francese (Boulogne-Billancourt, n. 1964)
- Jérôme Robart, attore, regista e doppiatore francese (Montreuil, n. 1970)
- Jérôme Savary, attore, regista e commediografo argentino (Buenos Aires, n. 1942 - Levallois-Perret, † 2013)

## Avvocati(1)
- Jérôme Pétion de Villeneuve, avvocato, rivoluzionario e politico francese (Chartres, n. 1756 - Saint-Émilion, † 1794)

## Calciatori(20)
- Jérôme Alonzo, ex calciatore francese (Menton, n. 1972)
- Jérôme Boateng, calciatore tedesco (Berlino, n. 1988)
- Jérôme Bonnissel, ex calciatore francese (Montpellier, n. 1973)
- Jérôme Déom, calciatore belga (Libramont-Chevigny, n. 1999)
- Jérôme Gnako, ex calciatore francese (Bordeaux, n. 1968)
- Jérôme Gondorf, calciatore tedesco (Karlsruhe, n. 1988)
- Jérôme Guihoata, calciatore camerunese (Yaoundé, n. 1994)
- Jérôme Hergault, calciatore francese (Montmorency, n. 1986)
- Jérôme Lebouc, ex calciatore francese (Vitré, n. 1979)
- Jérôme Lemoigne, ex calciatore francese (Tolone, n. 1983)
- Jérôme Leroy, ex calciatore francese (Béthune, n. 1974)
- Jérôme Mombris, calciatore malgascio (Saint-Brieuc, n. 1987)
- Jérôme Onguéné, calciatore camerunese (Mbalmayo, n. 1997)
- Jérôme Phojo, ex calciatore francese (Poissy, n. 1993)
- Jérôme Polenz, ex calciatore tedesco (Berlino, n. 1986)
- Jérôme Prior, calciatore francese (Tolone, n. 1995)
- Jérôme Roussillon, calciatore francese (Sarcelles, n. 1993)
- Jérôme Schneider, ex calciatore svizzero (Neuchâtel, n. 1981)
- Jérôme Sonnerat, calciatore francese (Annecy, n. 1985)
- Jérôme Vareille, ex calciatore francese (Vernoux, n. 1974)

## Cantautori(1)
- Broken Back, cantautore e musicista francese (Saint-Malo, n. 1990)

## Cardinali(1)
- Jérôme Louis Rakotomalala, cardinale e arcivescovo cattolico malgascio (Île Sainte-Marie, n. 1913 - Antananarivo, † 1975)

## Cestisti(5)
- Jérôme Christ, cestista francese (Illkirch-Graffenstaden, n. 1938 - Strasburgo, † 2023)
- Jérôme Moïso, ex cestista francese (Parigi, n. 1978)
- Jérôme Monnet, ex cestista francese (Bourg-en-Bresse, n. 1975)
- Jérôme Sanchez, cestista francese (Vénissieux, n. 1990)
- Jérôme Schmitt, ex cestista francese (Colmar, n. 1981)

## Ciclisti su strada(4)
- Jérôme Baugnies, ciclista su strada belga (Soignies, n. 1987)
- Jérôme Coppel, ex ciclista su strada francese (Annemasse, n. 1986)
- Jérôme Cousin, ex ciclista su strada e pistard francese (Saint-Sébastien-sur-Loire, n. 1989)
- Jérôme Simon, ex ciclista su strada francese (Troyes, n. 1960)

## Diplomatici(1)
- Jérôme de Salis, II conte di Salis-Soglio, diplomatico inglese (Coira, n. 1709 - Londra, † 1794)

## Direttori artistici(1)
- Jérôme Sans, direttore artistico francese (Parigi, n. 1960)

## Dirigenti sportivi(3)
- Jérôme d'Ambrosio, dirigente sportivo e ex pilota automobilistico belga (Etterbeek, n. 1985)
- Jérôme Garcès, dirigente sportivo e ex arbitro di rugby a 15 francese (Pau, n. 1973)
- Jérôme Pineau, dirigente sportivo e ex ciclista su strada francese (Mont-Saint-Aignan, n. 1980)

## Fumettisti(1)
- Jérôme Ruillier, fumettista e illustratore francese (Tolagnaro, n. 1966)

## Genetisti(1)
- Jérôme Lejeune, genetista, pediatra e attivista francese (Montrouge, n. 1926 - Parigi, † 1994)

## Giornalisti(1)
- Jérôme Valcke, giornalista e dirigente sportivo francese (Parigi, n. 1960)

## Hockeisti su prato(1)
- Jérôme Truyens, hockeista su prato belga (Uccle, n. 1987)

## Incisori(1)
- Jérôme David, incisore francese (Roma, † 1670)

## Kickboxer(1)
- Jérôme Le Banner, kickboxer e artista marziale misto francese (Le Havre, n. 1972)

## Mountain biker(1)
- Jérôme Clementz, mountain biker francese (Mulhouse, n. 1984)

## Musicologi(1)
- Jérome Lejeune, musicologo belga (Liegi, n. 1952)

## Opinionisti(1)
- Jérôme Rothen, opinionista e ex calciatore francese (Châtenay-Malabry, n. 1978)

## Pianisti(1)
- Jérôme Ducros, pianista e compositore francese (Avignone, n. 1974)

## Piloti motociclistici(1)
- Jérôme Giraudo, pilota motociclistico francese (Nizza, n. 1980)

## Pirati(1)
- Jérôme Raveneau de Lussan, pirata e avventuriero francese (Parigi, n. 1663 - Parigi, † 1716)

## Pistard(1)
- Jérôme Neuville, ex pistard e ex ciclista su strada francese (Saint-Martin-d'Hères, n. 1975)

## Pittori(1)
- Jérôme Mesnager, pittore francese (n. 1961)

## Politici(3)
- Jérôme Galloni d'Istria, politico francese (Olmeto, n. 1815 - Olmeto, † 1890)
- Jérôme Phélypeaux, politico francese (n. 1674 - Versailles, † 1747)
- Jérôme Rivière, politico e avvocato francese (Suresnes, n. 1964)

## Presbiteri(1)
- Jerôme Maurand, presbitero, viaggiatore e scrittore francese (Antibes)

## Pugili(1)
- Jérôme Thomas, ex pugile francese (San Quintino, n. 1979)

## Registi(2)
- Jérôme Laperrousaz, regista francese (Tonnerre, n. 1948)
- Jérôme Salle, regista e sceneggiatore francese (Parigi, n. 1971)

## Religiosi(1)
- Jérôme Hermès Bolsec, religioso francese († 1585)

## Rugbisti a 15(1)
- Jérôme Thion, rugbista a 15 francese (Senlis, n. 1977)

## Schermidori(3)
- Jérôme Jault, schermidore francese (n. 1983)
- Jérôme Jeannet, schermidore francese (Fort-de-France, n. 1977)
- Jérôme Weibel, schermidore francese (n. 1976)

## Sciatori alpini(2)
- Jérôme Baptendier, ex sciatore alpino francese (n. 1975)
- Jérôme Noviant, ex sciatore alpino francese (n. 1965)

## Scrittori(1)
- Jérôme Ferrari, scrittore e traduttore francese (Parigi, n. 1968)

## Scultori(2)
- Jérôme Duquesnoy il Giovane, scultore e architetto fiammingo (Bruxelles, n. 1602 - Gand, † 1654)
- Jérôme Duquesnoy il Vecchio, scultore fiammingo (Le Quesnoy - Bruxelles, † 1641)

## Snowboarder(1)
- Jérôme Lymann, snowboarder svizzero (n. 1996)

## Stilisti(1)
- Jérôme Ruggiero, stilista italiano (Liegi, n. 1977)

## Storici(1)
- Jérôme Carcopino, storico e funzionario francese (Verneuil-sur-Avre, n. 1881 - Parigi, † 1970)

## Tennisti(2)
- Jérôme Golmard, tennista francese (Digione, n. 1973 - † 2017)
- Jérôme Potier, ex tennista francese (Rennes, n. 1962)

## Triplisti(1)
- Jérôme Romain, ex triplista e lunghista dominicense (Saint-Martin, n. 1971)

## Senza attività specificata(1)
- Jérôme Kerviel, francese (Pont-l'Abbé, n. 1977)